# Barlovento
Barlovento (Espanhol: barlavento) é um município da Espanha na província de Santa Cruz de Tenerife, comunidade autónoma das Canárias. Tem 43,55 km² de área e em 2021 tinha 1 921 habitantes (densidade: 44,1 hab./km²).

## Demografia
| Variação demográfica do município entre 1991 e 2004 | Variação demográfica do município entre 1991 e 2004 | Variação demográfica do município entre 1991 e 2004 | Variação demográfica do município entre 1991 e 2004 |
| --------------------------------------------------- | --------------------------------------------------- | --------------------------------------------------- | --------------------------------------------------- |
| 1991                                                | 1996                                                | 2001                                                | 2004                                                |
| 2644                                                | 2488                                                | 2382                                                | 2350                                                |